# Sint-Blasiuskapel (Cadier en Keer)

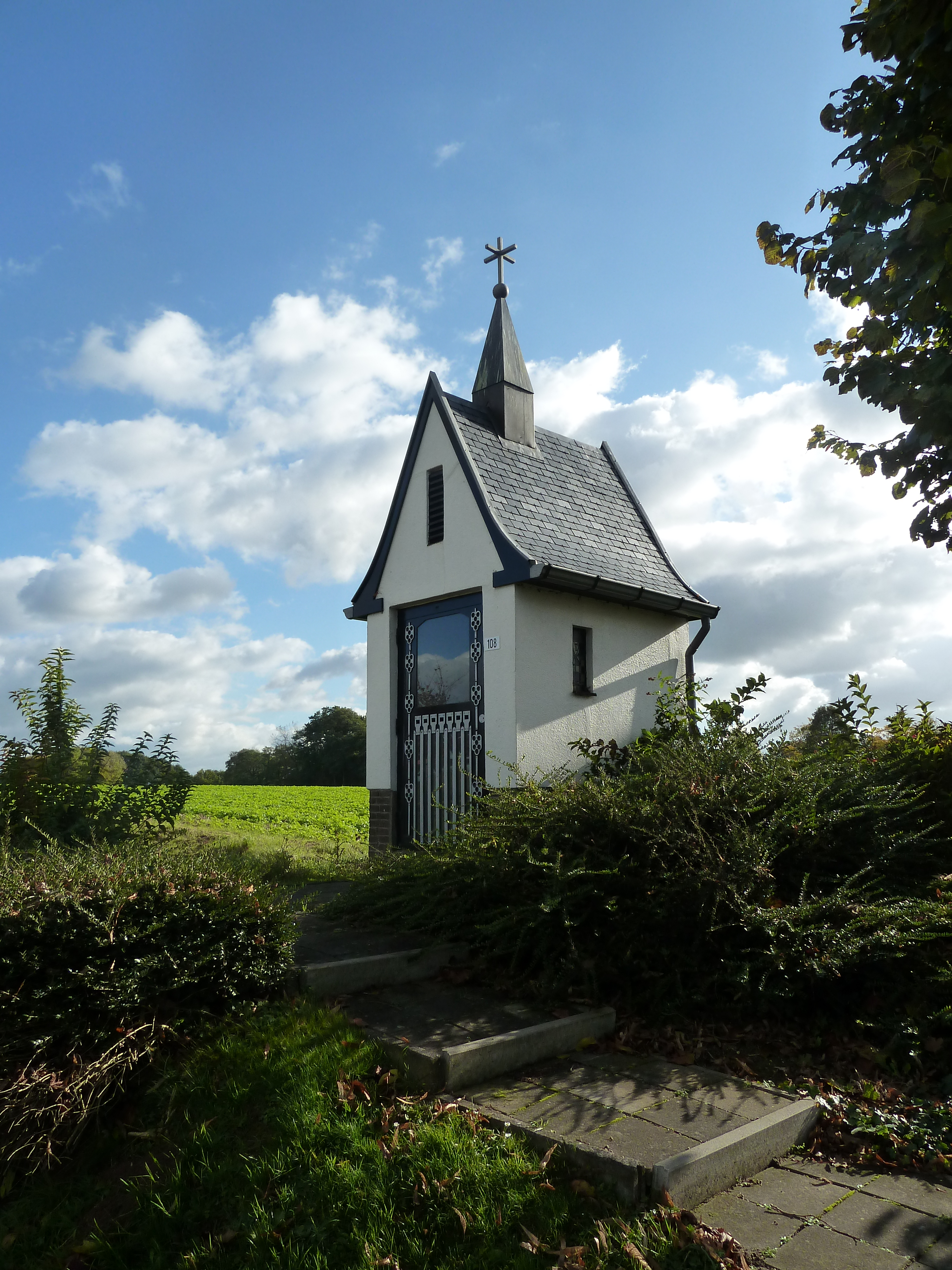
Sint-Blasiuskapel

De Sint-Blasiuskapel is een wegkapel in Cadier en Keer in de Nederlands Zuid-Limburgse gemeente Eijsden-Margraten. De kapel staat aan de splitsing van de Rijksweg (N278) ter hoogte van Huis Blankenberg met de straat Blankenberg.
De kapel is gewijd aan Blasius van Sebaste.

## Geschiedenis
In 1943 werd het gebouwtje gebouwd als transformatorhuisje.
Rond 1990 werd het transformatorhuisje overbodig en werd het door de NV MEGA Limburg overgedragen via de gemeente aan de Stichting Wegkruisen en Kapellen gemeente Margraten. De redenen hiervoor waren dat het gebouwtje al veel op een kapel leek en er maar weinig kapellen langs de Rijksweg te vinden zijn. In 1992 bouwde men de kapel om tot wegkapel. Men wijdde de kapel toen aan de heilige Blasius, waarschijnlijk vanwege het Franse broederschap van de H. Blasius dat in 1904 in Huis Blankenberg was getrokken. Op 4 oktober 1992 werd de kapel ingezegend.

## Bouwwerk

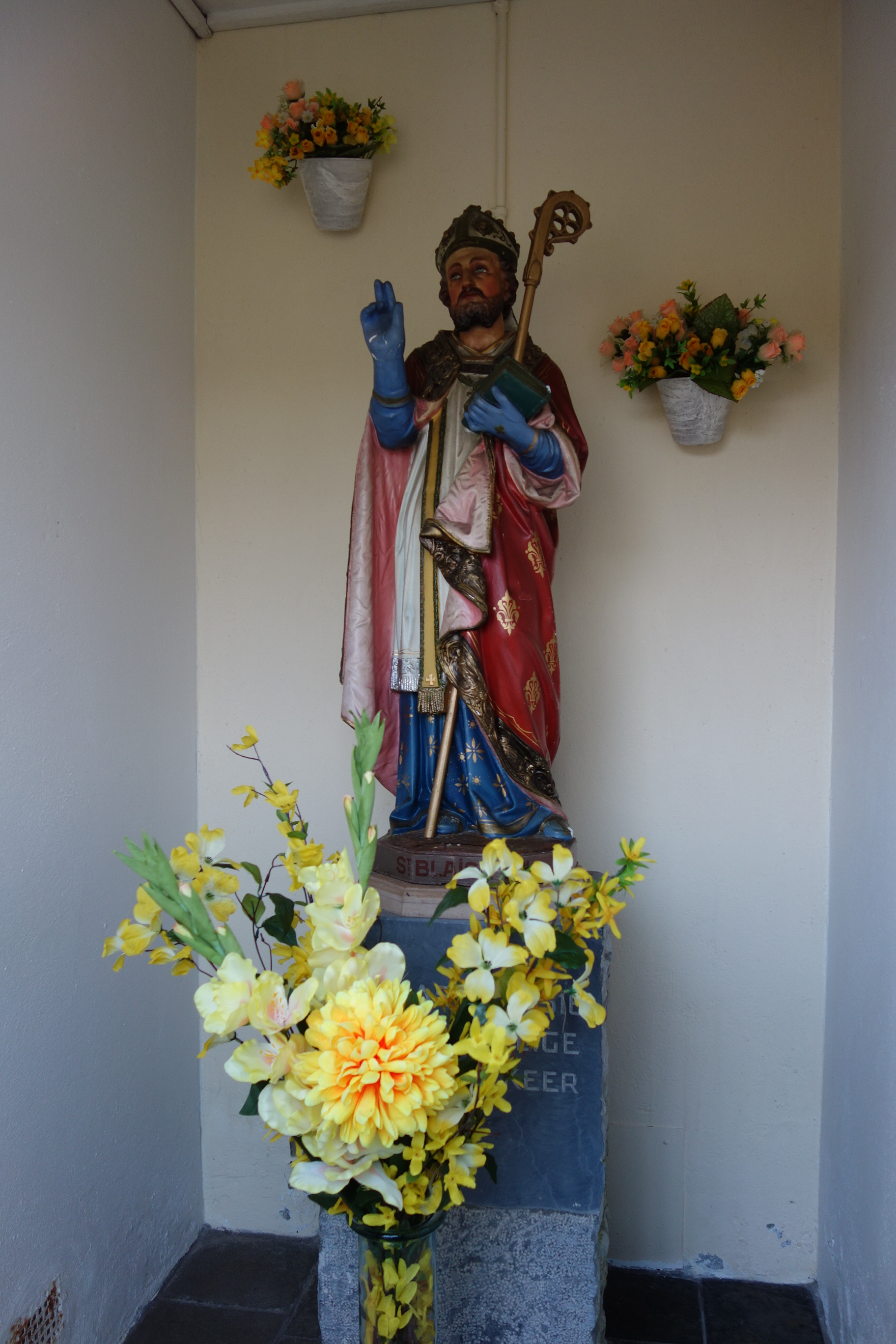
Sint-Blasiusbeeld in de kapel

De witte wegkapel is opgetrokken op een rechthoekig plattegrond en wordt gedekt door een zadeldak met leien met een hol gebogen dakvoet. Op de nok van het dak is er een piramidevormige dakruiter geplaatst met daarop een driedimensionaal kruis. In de rechtergevel is een smal rechthoekig venster aangebracht. In het bovenste deel van de frontgevel is een even groot rechthoekig ventilatierooster geplaatst. In de frontgevel is verder een rechthoekige ingang aangebracht die afgesloten wordt met een zware metalen toegangsdeur voorzien van plexiglas die versierd is met zilverkleurige patronen.
Van binnen is de kapel wit gestuukt en tegen de achterwand is een natuurstenen sokkel geplaatst. Op deze sokkel staat een rijk gepolychromeerd beeld van Sint-Blasius. De sokkel draagt de tekst:

ST. BLASIUS † 316 PATROONHEILIGE CADIER EN KEER

Er is ook een tekst in het Frans aangebracht op de ondersteunende plint van het beeld:

St. BLAISE P.P.N.(Sint Blasius bid voor ons)